# Władysław Woszczyk
Władysław Woszczyk (ur. 1921, zm. 8 kwietnia 2014) – polski działacz sportowy.

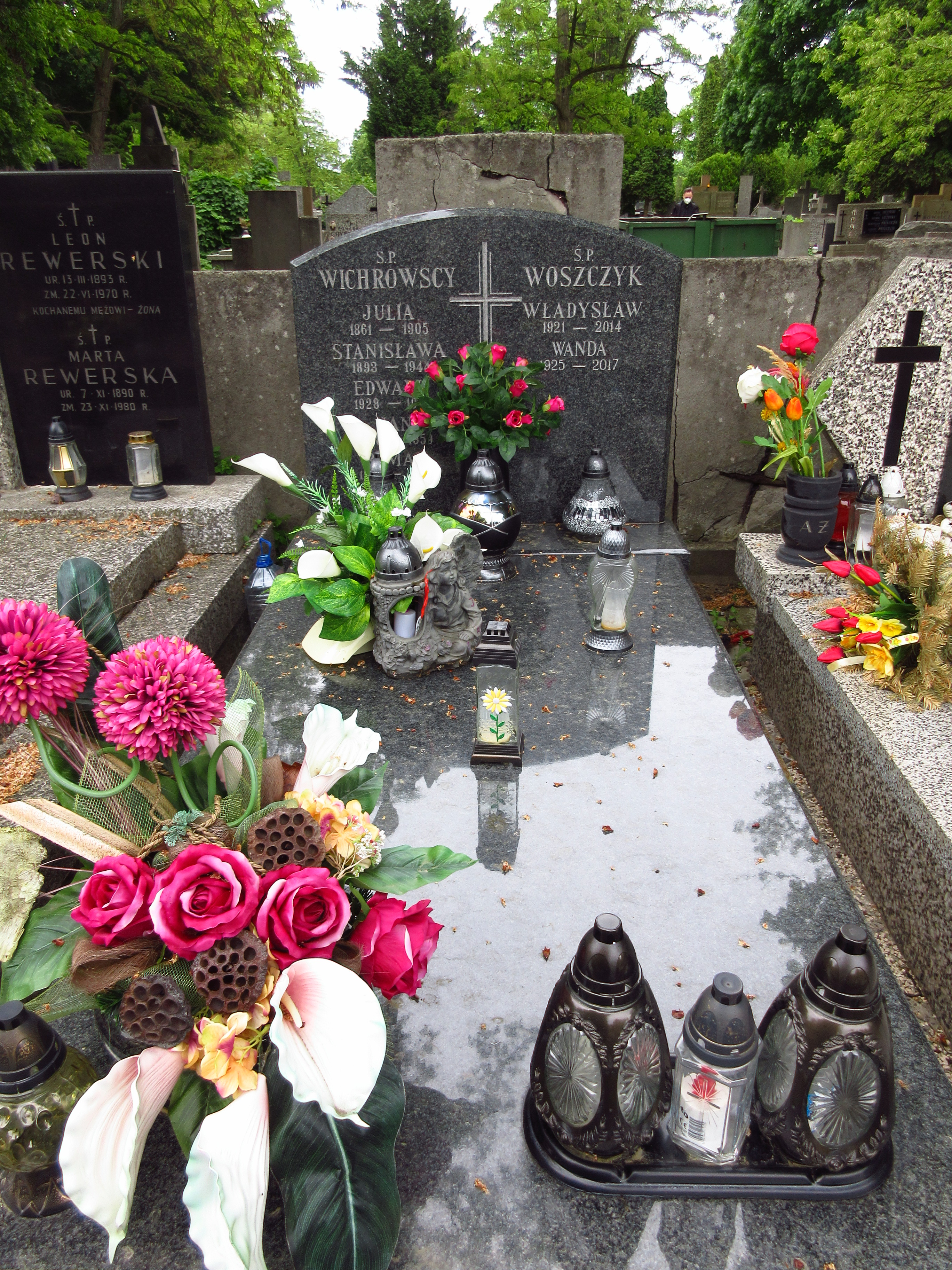
Grób Władysława Woszczyka na Cmentarzu Bródnowskim.

Był związany z klubem WKS Gwardia Warszawa. W latach 1991–1992 piastował funkcję sekretarza Komisji Rewizyjnej Polskiego Związku Zapaśniczego (PZZ). Jest pochowany na cmentarzu Bródnowskim w Warszawie (kwatera 56D-2-2).

## Wybrane odznaczenia
- Krzyż Oficerski Orderu Odrodzenia Polski (2008)
- Krzyż Kawalerski Orderu Odrodzenia Polski (1992)
- Złoty Krzyż Zasługi
- Złota Odznaka „Zasłużony Działacz Kultury Fizycznej” (1976)
- Złota Gwiazdą Polskiego Związku Zapaśniczego
- Medal Stulecia Polskiego Komitetu Olimpijskiego